# Sang-doo-ya, hakgyo gaja!
Sang-doo-ya, hakgyo gaja! (상두야, 학교가자!?, lett. Sang-doo, andiamo a scuola!; titolo internazionale Sang Doo! Let's Go to School) è una serie televisiva sudcoreana trasmessa su KBS2 dal 15 settembre al 4 novembre 2003.

## Trama
Cha Sang-doo e Chae Eun-hwan sono migliori amici da sempre e hanno segretamente una cotta l'uno per l'altra. Un giorno, la famiglia di Eun-hwan va in bancarotta e i creditori si presentano alla porta per pignorare i loro beni. La ragazza prova a salvare il vecchio grammofono di suo padre, ma un esattore lo porta via comunque. Sang-doo cerca di ricomprarlo, ma la sua offerta viene rifiutata. Lottando per recuperare il giradischi, il giovane getta accidentalmente un uomo da un ponte facendolo finire in coma, e viene arrestato per aggressione. Dopo essere stato rilasciato, scopre che i suoi genitori l'hanno rinnegato e si sono trasferiti in America, mentre Eun-hwan e la sua famiglia sono scappati.
Gli anni trascorrono, e Sang-doo ha una figlia, Cha Bo-ri, da una notte passata con l'aspirante modella Han Se-ra, conosciuta in un bar. La bambina è malata di leucemia e, per pagare i conti dell'ospedale, Sang-doo diventa un gigolò con l'aiuto dello zio, che in passato ha praticato la stessa professione. Un giorno, Sang-doo rivede Eun-hwan, diventata una professoressa di matematica nella città dove lui vive. Per tentare di recuperare il loro rapporto, Sang-doo torna al liceo, prima come guardia di sicurezza e poi come studente. Eun-hwan, però, è fidanzata con il dottor Kang Min-suk. I due uomini si mettono in competizione per l'amore della donna, ma in seguito diventano buoni amici. Una serie di circostanze impedisce però a Sang-doo e Eun-hwan di stare insieme.

## Personaggi
- Cha Sang-doo, interpretato da Rain
- Chae Eun-hwan, interpretata da Gong Hyo-jin
- Kang Min-suk, interpretato da Lee Dong-gun
- Han Se-ra, interpretata da Hong Soo-hyun
- Cha Bo-ri, interpretata da Song Min-joo
- Cha Man-do, interpretato da Lee Young-ha
- Chae Ji-hwan, interpretato da Yeo Seung-hyuk
- Yoon Hee-seo, interpretata da Jeon Hye-bin
- Song Jong-doo, interpretato da Shin Goo
- Gong Shim-ran, interpretata da Jung Ae-ri
- Insegnante di Sang-doo, interpretata da Kim Mi-kyung

## Ascolti
| Episodio | Data di trasmissione | A livello nazionale | Area metropolitana di Seul |
| -------- | -------------------- | ------------------- | -------------------------- |
| 1        | 15 settembre 2003    | 20,1%               | 20,9%                      |
| 2        | 16 settembre 2003    | 22,8%               | 23,6%                      |
| 3        | 22 settembre 2003    | 28,0%               | 28,7%                      |
| 4        | 23 settembre 2003    | 30,8%               | 31,1%                      |
| 5        | 29 settembre 2003    | 32,3%               | 32,7%                      |
| 6        | 30 settembre 2003    | 34,4%               | 34,6%                      |
| 7        | 6 ottobre 2003       | 36,2%               | 36,5%                      |
| 8        | 7 ottobre 2003       | 35,7%               | 36,2%                      |
| 9        | 13 ottobre 2003      | 36,1%               | 36,7%                      |
| 10       | 14 ottobre 2003      | 36,2%               | 37,0%                      |
| 11       | 20 ottobre 2003      | 36,6%               | 37,1%                      |
| 12       | 21 ottobre 2003      | 36,5%               | 37,0%                      |
| 13       | 27 ottobre 2003      | 36,8%               | 37,5%                      |
| 14       | 28 ottobre 2003      | 37,0%               | 37,8%                      |
| 15       | 3 novembre 2003      | 37,6%               | 38,4%                      |
| 16       | 4 novembre 2003      | 38,4%               | 39,1%                      |
| Media    | Media                | 33,47%              | 34,06%                     |

## Riconoscimenti
| Anno | Premio               | Categoria                    | Ricevente           | Risultato       |
| ---- | -------------------- | ---------------------------- | ------------------- | --------------- |
| 2003 | KBS Drama Awards     | Excellence Award, Actress    | Gong Hyo-jin        | Vincitore/trice |
| 2003 | KBS Drama Awards     | Best Supporting Actress      | Hong Soo-hyun       | Vincitore/trice |
| 2003 | KBS Drama Awards     | Best New Actor               | Rain                | Vincitore/trice |
| 2003 | KBS Drama Awards     | Best Actor in a Comic Role   | Lee Young-ha        | Vincitore/trice |
| 2003 | KBS Drama Awards     | Best Actress in a Comic Role | Jung Ae-ri          | Vincitore/trice |
| 2003 | KBS Drama Awards     | Best Young Actress           | Song Min-joo        | Vincitore/trice |
| 2003 | KBS Drama Awards     | Netizen Award, Actor         | Rain                | Vincitore/trice |
| 2003 | KBS Drama Awards     | Netizen Award, Actress       | Gong Hyo-jin        | Vincitore/trice |
| 2003 | KBS Drama Awards     | Best Couple Award            | Rain e Gong Hyo-jin | Vincitore/trice |
| 2004 | Baeksang Arts Awards | Most Popular Actor (TV)      | Rain                | Vincitore/trice |